# Sejlskib
Et sejlskib er et skib, der bruger vinden til at opnå fremdrift. Sejlskibene havde deres storhedstid i 1700- og 1800-tallet, hvorefter dampskibe og siden motorskibe overtog søtransporten. I den engelsktalende verden kaldes store sejlskibe Tall ships.

## Opbygning
Sejlskibe kan have forskellige udformninger, men fælles for dem, er at de mindst skal tilgodese følgende behov:
1. Lastrum (der tillige kunne være opholdssted for brugere(n).
2. Styremidler (= ror).
3. En eller flere master til sejlføringen.
4. Anker.

### Dæk, kahyt, spejl og bovspryd
Jo større skibet er, desto flere dele vil det bestå af. Skibe vil ofte få et dæk, hvor de søfarende opholder sig, og som samtidig med sine dæksplanker beskytter lasten mod vejrlig og havbølger, desuden opholdsrum for besætningen (kahyt agter og eventuelt lukaf fortil med køjer, skabe og bænke). Opholdsrum for besætning og rejsende kunne danne grundlag for et hævet dæk, der kunne blive til et kastel (henholdsvis agterkastel og forkastel). Især agterkastellet kunne udbygges med vinduer og dekorerende udskæringer som et agterspejl (eller blot spejl). Fortil kunne skibet have en gallion(sfigur) og over denne et bovspryd, der forlængede forpartiet af hensyn til sejlføringen. Agterud kunne en lignende forlængelse, en såkaldt papegøjestok, tilføjes.

### Skrogkonstruktion
Selve sejlskibets skrog bestod af en køl, der fastlagde skibets størrelse i længderetningen. Over denne udspændtes en let konstruktion af spanter (faste spanter, fyldespanter) og senter, der fastlagde skrogets udformning, og hvorpå bordplankerne (skrogets yderplanker) blev fastgjort.

### Sejltyper
Der skelnes mellem fire grundtyper af sejl til sejlskibe:
1. Råsejl er et rektangulært sejl, der udspændes med en vandret rundstolpe fastgjort midtpå til mastens øvre del.
2. Gaffelsejl er et rektangulært sejl udspændt dels med en vandret rundstolpe fastgjort i sin ene ende til mastens øvre del, dels med en vandret rundstolpe fastgjort i sin ene ende til mastens nedre del.
3. Smakkesejl er et rektangulært sejl, der udspændes med en rundstolpe fastgjort i sin ene ende til mastens nedre del og med en skrå vinkel svarende til sejlets størrelse således, at sejlets ene kant følger masten, den øvre kant er vandret og gøres fast til rundstolpens ydre ende.
4. Latinersejl er et trekandet sejl, der udspændes med en rundstolpe fastgjort midtpå til mastens mellemste del og med en vinkel svarende til sejlets trekantede form. Sejlet gøres fast til rundstolpens øvre og nedre ende.

Fælles for alle sejltyper er, at de skal 'indfange' vinden, hvorved de antager en let udadbuende udspændt form. For neden i de hjørner, der ikke er fastgjort til mast eller rundstolpe, anvendes reb til at fastholde sejlets udspændte form samt til at fastholde eller ændre rundstolpens vinkel i forhold til sejlretning og vindretning. Alle sejlskibe udnytter et eller flere af ovennævnte sejltyper.

### Mastearrangementer
Masten (eller masterne) blev fastholdt i deres stilling med et kølsvin samt med skibets rebning. I større sejlskibe var der to, tre (eller endog fire og fem) master. I takt med at sejlføringen med tiden udvidedes, kom hele føringsarrangementet til at omfatte mange dele:
Først var der masterne. I tremastede sejlskibe skelnedes mellem:
- Fokkemast (fortil).
- Stormast (midtskibs).
- Mesanmast (agterude).

Sædvanligvis anvendtes på større skibe råsejl, det vil sige sejl foroven fastgjort til en rå, en rundstolpe der midtpå var fastgjort til mastens øvre del. Man skelnede mellem:
- Fokkerå (på fokkemasten).
- Storrå (på stormasten).
- Blinderå (på bovsprydet).
- Latinerrå (på mesanmasten og i skrå vinkel).

For at øge sejlfladen kunne masterne forlænges opad. Disse forlængelser eller forhøjelser kaldtes:
- Foremærstang (på fokkemasten).
- Storemærstang (på stormasten).
- Mesanstang (på mesanmasten).

og til tilsvarende råer, der anvendtes til disse øvre råsejl, kaldtes:
- Formærserå (på foremærsstangen).
- Stormærserå (på storemærstangen).
- Latinertopsejl (på mesanstangen og i skrå vinkel)..

Til ophold i masten var beskyttede platforme kaldet mærs(er). Man skelnede mellem:
- Fokkemærs (i fokkemasten).
- Storemærs (i stormasten).
- Mesanmærs (i mesanmasten).

For at komme op i masterne anvendtes vanter, det vil sige reb bundet sammen så at de dannede store rudeformede netværk, der var lette at klatre i. Man skelnede mellem:
- Fokkevant.
- Storevant.
- Mesanvant.

## Skibstyper
Skibstypen afgøres dels af, hvor mange master der er, dels af, hvordan masterne er rigget.
| 1 mast               | Jagtrigget                                   | Fladbundet skrog (med sidesværd)                                       | Fladbundet skrog (med sidesværd)                                       | Evert                |
| 1 mast               | Jagtrigget                                   | Almindeligt skrog med køl                                              | Almindeligt skrog med køl                                              | Jagt                 |
| 1 mast               | Skonnertrigget                               | Skonnertrigget                                                         | Skonnertrigget                                                         | Slup                 |
| 2 master             | Begge master fuldriggede                     | Begge master fuldriggede                                               | Begge master fuldriggede                                               | Brig                 |
| 2 master             | Forreste fuldrigget, agterste med gaffelsejl | Forreste fuldrigget, agterste med gaffelsejl                           | Forreste fuldrigget, agterste med gaffelsejl                           | Skonnertbrig         |
| 2 master             | Begge master med gaffelrig                   | Forreste mast højest                                                   | Forreste mast højest                                                   | Galease              |
| 2 master             | Begge master med gaffelrig                   | Agterste mast højest                                                   | Uden råsejl på masterne, evt. råsejl nederst på forreste mast          | For-and-aft skonnert |
| 2 master             | Begge master med gaffelrig                   | Agterste mast højest                                                   | 2 råsejl øverst på forreste mast, evt. råsejl nederst på forreste mast | Topsejlsskonnert     |
| 3 master eller flere | Alle master med gaffelsejl                   |                                                                        |                                                                        | Sletskonnert         |
| 3 master eller flere | Alle master med gaffelsejl                   | 3 råsejl øverst på forreste mast, evt. råsejl nederst på forreste mast | 3 råsejl øverst på forreste mast, evt. råsejl nederst på forreste mast | Bramsejlsskonnert    |
| 3 master eller flere | Forreste fuldrigget, øvrige med gaffelsejl   | Forreste fuldrigget, øvrige med gaffelsejl                             | Forreste fuldrigget, øvrige med gaffelsejl                             | Barkentine           |
| 3 master eller flere | Agterste skonnertrigget, øvrige fuldrigget   | Agterste skonnertrigget, øvrige fuldrigget                             | Agterste skonnertrigget, øvrige fuldrigget                             | Bark                 |
| 3 master eller flere | Alle master fuldriggede                      | Alle master fuldriggede                                                | Alle master fuldriggede                                                | Fuldrigger           |

## Største sejlskibe
I takt med den teknologiske udvikling blev de største typer af sejlskibe gradvist større og større. Ved afslutningen af sejlskibenes storhedstid byggede det tyske skibsværft Geestemünde den 147 meter lange fuldrigger Preußen, der blev indsat på linjefartsrute mellem Tyskland og Chile. Preußen var det største sejlskib, der nogensinde var bygget. Først i år 2000 blev der bygget et større sejlskib, Royal Clipper, hvis design var baseret på Preußen. Royal Clipper på 134,8 meter er kortere end Preußen, men tungere og sejler som krydstogtskib i Middelhavet.